# Mazda MX-3
O MX-3 é um automóvel fabricado pela Mazda, fabricado de 1991 até 1998. É considerado um ótimo cupê e tem destaque pela sua inovação tecnológica e qualidade de seu projeto. No Brasil, todos os modelos do MX-3 foram importados, de diversos países fabricantes, Japão, Canadá, EUA. Com uma relativa baixa quantidade de veículos na frota brasileira, tornou-se objeto de curiosidade e item de colecionador para muitos.
Devido a sua grande versatilidade, é muito utilizado em corridas, rallyes e diversas práticas esportivas em todo o mundo.
O MX-3 era vendido em no mercado mundial com vários nomes: Mazda MX-3 Precidia (Canadá), Eunos 30X (Austrália), Eunos Presso e Autozam AZ-3 (Japão).

## Características
O MX-3 é um cupê esportivo de quatro lugares 2+2, que foi produzido de setembro de 1991 até 1998, ele foi baseado na plataforma EC com tração dianteira.

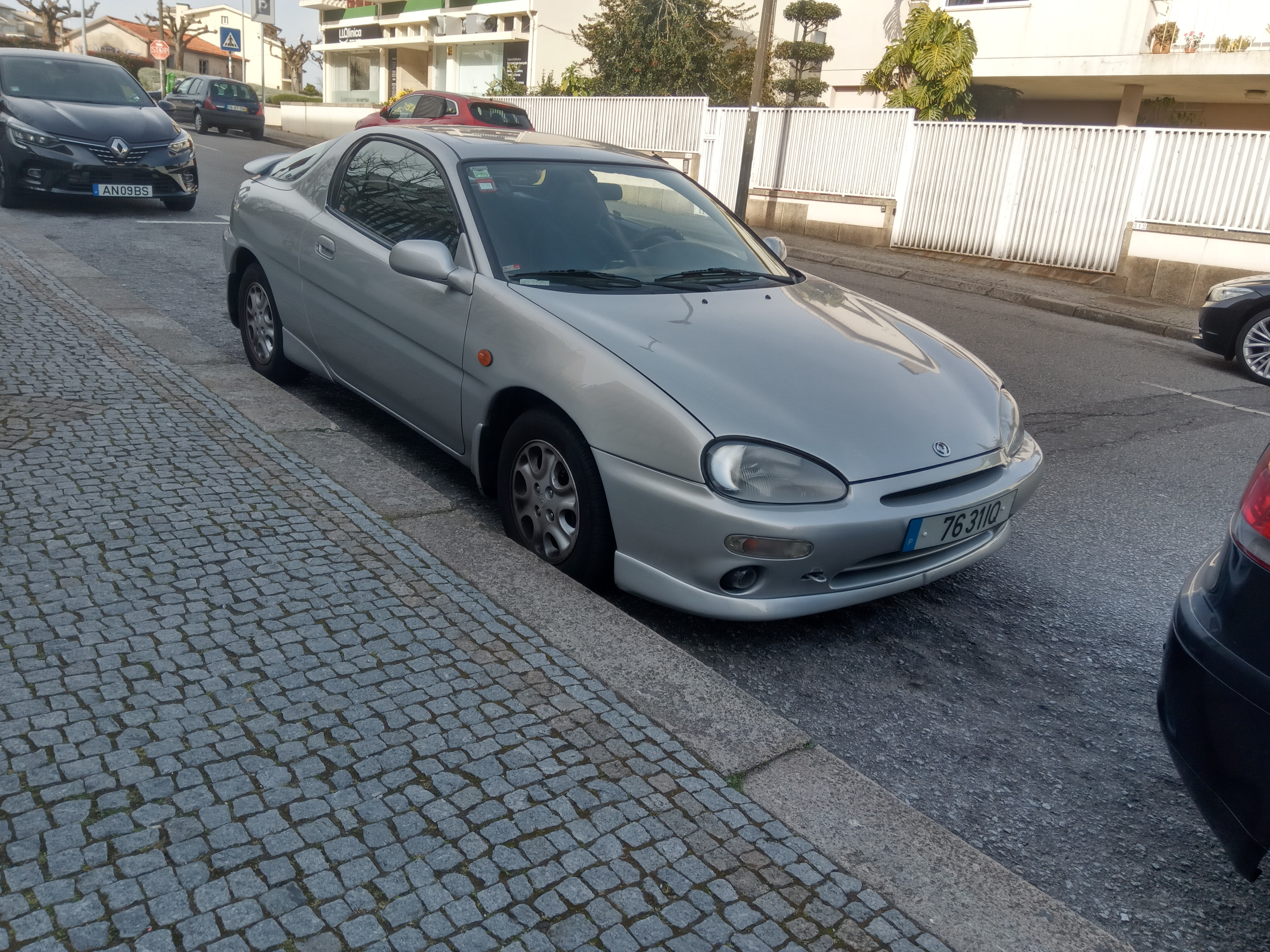
Grey Mazda MX-3 front taken in Portugal

Ele vem com 2 opções de motores – um 1.6 L 4 cilindros (Modelo mais importado ao Brasil) e um 1.8 L V6. O motor 4 cilindros tinha duas versões, uma com 88 cv SOHC (fabricados até 1993) e outra com 106 cv DOHC 16V (1994 até 1998). O motor mais poderoso era o DOHC 1.8 24V V6 que produz 132 cv (1992 a 1998).
O seu motor V6 é o menor motor com essa configuração fabricado em série no mundo, ele tem a velocidade máxima de 203 km/h e acelera de 0 a 100 em 8.5 segundos, a aceleração lateral é de 0.89G e a sua dirigibilidade é uma das melhores nesta classe de veículos - grande característica do veículo.
O motor V6 foi de grande novidade na época do lançamento, ele pertence a família de motores K, que é usada em muitos motores Mazda. Estes motores foram desenhados para serem pequenos, com muita elasticidade e alto torque em rotações elevadas, e até mesmo aos dias de hoje é um dos melhores motores já construídos, por isso é adotado por outras marcas: Ford Probe, Chrysler, entre outros.
Os motores do MX-3 contam com o sistema VRIS "Variable Resonance induction System" que produz torque adicional no motor, além do bloco ser de alumínio suportando upgrades de performance. Todos os modelos contam com ar condicionado, vidro elétrico, rodas de liga leve, direção hidráulica e progressiva de série. Os modelos mais completos contam com aquecimento de bancos, travões ABS, airbags, bancos em couro, teto solar.
O último MX-3 foi fabricado em 1998 no Japão, deixando uma grande história por trás de um grande carro e uma grande raridade na mão de seus proprietários.
Visto a baixa quantidade de MX-3 no Brasil atualmente, os proprietários unem-se visando manter sólida a tradição e história desse incrível carro.

## Reportagens

### Matéria transcrita da revista Inglesa European Car Magazine, texto por A. Ewright
O Mazda MX-3 é um produto Mazda da sua melhor época. No começo dos anos 1990 vimos a Mazda lançar o MX-3, o RX-7 biturbo e o conversível MX-5. Estes carros eram amados por seus donos e no mercado de usados são muito procurados. O MX-3 carregava na suas costas a obrigação de brigar com o já sumido Honda CR-X no Japão. Esta época trouxe modelos com o Tigra da GM e o Puma da Ford competindo no mesmo nicho.
Disponível em dois modelos o 1.6 quatro cilindros (com comando duplo de válvulas ou não dependendo do modelo) e o fascinante modelo 6 cilindros em V. O MX-3 foi fabricado por sete anos e como RX-7, deve ter um substituto a altura um dia. Quando o sucessor do MX-3 chegar, talvez a história automotiva lembre-se do pequeno mazda pelo que ele é: um baby coupé com design marcante, ótimo de dirigir e muito inovador em vários aspectos. Os dois modelos de MX-3 são tão diferentes que quase parecem dois carros distintos. O 1.6 é rápido e econômico, só acorda nos 3500 giros. O 1.8 tem o apelo dos 6 cilindros, uma sonoridade incrível, com rodas maiores, suspensão diferenciada, e itens exclusivos de conforto. O pequeno V6 tem um funcionamento macio mas quando requisitado responde esportivamente e além disso tem a aparência mais esportiva, com o aero traseiro alongado e envolvente, rodas maiores, saída de exaustão dupla e é divertido de dirigir, rápido e sem erros de direção, seu motor é uma obra da mecânica, exótico, pequeno e com uma sonoridade inigualável..
A posição de dirigir é muito boa nos MX-3, uma posição esportiva e agressiva, deixando os motoristas de carros comuns com os olhares voltados para o motorista do MX-3, porém pessoas altas terão grandes problemas ao entrar e sair do carro, e a acesso ao banco traseiro é mais restrito ainda. O MX-3 vem com dispositivos de segurança como a luz de aviso de tanque na reserva que avisa ao proprietário que ainda há possibilidade de rodar 60 km com o carro até reabastecer. A maioria dos avisos de segurança são bem posicionados no painel, e até o modelo mais básico de MX-3 possui direção hidráulica, A/C, travamento central e vidros elétricos.
Mazda MX-3s usados são relativamente comuns e o consumidor consegue encontrar verdadeiras joias se procurar com atenção e hoje no mercado europeu são encontrados modelos de 3.200 Euros até 10.000 Euros. O MX-3 usado deve ser bem avaliado antes da compra, pois pode ser dispendioso ter gastos com o motor V6 de alguns veículos. O câmbio Manual é muito bom, para testá-lo pule da primeira marcha para a terceira durante algum trajeto que for fazer, veja se ela esta entrando bem e sincronizada com a aceleração, sem trancos. Dê uma olhada embaixo do carro no sistema de escapamento, pois no modelo 1.8 ele é complexo exigindo mão de obra experiente e treinada.
O sistema de injeção do MX-3 funciona muito bem, vai da mistura rica a pobre em questão de milésimos de segundo, porém nunca deve-se andar com o tanque muito tempo baixo, nem deixar o mesmo esvaziar pois ele começa a se estragar e dar alterações na pressão de linha de combustível. O seu tanque reserva é para 60 km.
O motor 1.6 é um motor mais utilitário que o 1.8, e muito mais indicado para altas quilometragens ele aguenta mais, e apesar de ser um pouco dócil ele é um corredor natural adora estradas e altas rotações, a Mazda tem boa reputação por seus motores serem facilmente reabilitados quando destruídos pelo excesso de milhas ou outro problema qualquer, e o do MX-3 não é exceção. Assim o MX-3 é um carro muito barato pelo que entrega ao seu comprador, e hoje quase um colecionador, é um carro vendido bem na Inglaterra, porém foi largamente esquecido pelo comércio comum, tornando-se um coupé quente ou um HOT HATCH como alguns o chamam, também é o representante de uma geração de pequenos carros esportivos que deu seus primeiros suspiros com o Mazda MX-3 e seus concorrentes da época. Quem tem um MX-3 em sua garagem deve saber que é dono de um futuro clássico.
AVALIAÇÃO DE 1 A 5 ESTRELAS:
- Construção ***
- Conforto ***
- Depreciação ***
- Economia ****
- Equipamentos ***
- Dirigibilidade ****
- Performance ***
- Estilo*****

### Mazda MX-3 - ARTIGO
Se houve um tempo "escuro" na história, há também certos anos e períodos "gloomy" no mundo do automóvel.Os anos de 1980s e os 1990s foram considerados a idade da escuridão para a maioria de coupês esportivos. No entanto, mesmo nessa fase "gloom", um dos poucos coupês que esteve a margem disso tudo foi o Mazda MX-3 .Um lindo design o colocava em um boa posição naquela época.Comparado com o design de outros coupês esportivos daquele momento, o Mazda MX-3 parecia mover-se para a frente, instigando a velocidade com seu design futurista e fluidez nas linhas velozes laterais.
E apesar desta época "gloomy" nos anos 1980 e 90, para o Mazda MX-3 este período tornou-se conhecido como seus anos dourados. Fêz seu "debut" público em 1992. Viveu vários anos e a sua produção terminou em 1998, transformando o Mazda MX-3 em um carro fora de linha exótico e muito bem visto pelos olhos dos amantes de esportivos diferenciados.O projeto e a construção deste coupê esporte, foi baseado em uma nova plataforma da "Mazda Family", que ficou conhecida como a plataforma EC.
Um dos aspectos que fizeram o Mazda MX-3 um espetáculo era sua denominação de coupê clássico, em formato box e ao mesmo tempo completamente inovador. Este veículo ostenta as linhas fluidas lisas que mostram a luxúria e a modernidade dentro do conceito mais elevado de dirigir …excelente e confortável.
O Mazda MX-3 não é um super esportivo, e não nos ilude com isso. O que você vê é o que você tem. Um coupê muito divertido, moderno ainda hoje e que fez parte de uma gama de projetos inovadores no qual a Mazda trabalhou naquela época, com o uso de peças diferenciadas de desempenho e conforto que deram vida ao carro. Duas opções do motor estão disponíveis. Estes são os 1.6 litros e o 1.8 litros V6. O Mazda MX-3 foi introduzido no mercado em países diferentes em torno do globo. No Canadá era feito o modelo Top e de lá vieram os veículos com melhor acabamento, segundo a fábrica, lá era conhecido como o MX-3 Precidia. Na Austrália, como o Eunos 30X. No Japão e Ásia, o veículo foi chamado de Eunos Presso, na Europa: Autozam AZ 3, e Mazda AZ 3.

### TEXTO PROGANDA MAZDA MX-3 NOS EUA
"Para muitos, carros são meros meios de transporte, uma maneira de sair do ponto A e ir até o ponto B.Nada mais. E para estas pessoas, há um grande número de carros que vão de encontro a suas necessidades. Mas para alguns, um carro significa muito mais. Para estes, o carro se torna quase vivo, uma parte do seu ser. E para estas pessoas, existe a Mazda. Um automóvel Mazda é desenhado para satisfazer os desejos individuais em detrimento aos compromissos em massa. Porque a Mazda é o resultado da Kansei Engenharia. A filosofia que nos guia está além da engenharia pura, além dos esquemas de computação está nos sentimentos e emoções. No som do motor acelerando. Na sensação de estabilidade e confiança em uma curva. E a Kansei Engenharia tem a certeza que o seu produto final, como o novo MX-3 coupe esportivo, não só terá sempre a performance correta, como também o fará se sentir sempre bem".